# Cupa României 2019-2020 (fotbal feminin)
Cupa României 2019-2020 a fost a 17-a ediție a competiției de fotbal feminin românesc, organizate de Federația Română de Fotbal. Pe 12 martie 2020, Federația a decis suspendarea tuturor competiților fotbalistice din cauza pandemiei COVID-19.

## Turul I
Meciurile s-au jucat pe 5, 6 și 9 octombrie 2019.
| 5 octombrie 2019 | Viitorul Arad (3) | 3–8          | Student Sport Alba Iulia (3) | Livada |  |
|                  |                   | Report (FRF) |                              | Stadion: Baza Sportivă Livada Arbitru: Iova Cătălin Ionuț Arbitri asistenți: Cîrmaci Filip Sergiu, Șușcă Andreea Daniela |  |

| 6 octombrie 2019 | Atletic Olimpia Gherla (3) | anulat       | Viitorul Reghin (3) | Gherla                     |  |
|                  |                            | Report (FRF) |                     | Stadion: Stadionul Olimpia |  |

| 6 octombrie 2019 | Politehnica Timișoara (3) | 5–3          | Juventus Timișoara (3) | Timișoara                                                                                                |  |
|                  |                           | Report (FRF) |                        | Stadion: Baza Poli 2 Arbitru: Balaj Elisei Arbitri asistenți: Gherman Alexandru, Argatu Florin Alexandru |  |

| 6 octombrie 2019 | Măgura Cisnădie (3) | 2–3          | Csiksereda Miercurea Ciuc (3) | Cisnădie                                                                                         |  |
|                  |                     | Report (FRF) |                               | Stadion: Stadionul Textila Arbitru: Vieru Cristian Arbitri asistenți: Spătar Răzvan, Popa Răzvan |  |

| 6 octombrie 2019 | CSM Pașcani (3) | 3–1          | Măgura 2012 Bacău (3) | Pașcani                                                                                          |  |
|                  |                 | Report (FRF) |                       | Stadion: Stadionul CFR Arbitru: Burla Valentin Arbitri asistenți: Contofan Iulian, Melinte Ionuț |  |

| 6 octombrie 2019 | Activ Slobozia (3) | 7–0          | Progresul București (3) | Slobozia                                                                                     |  |
|                  |                    | Report (FRF) |                         | Stadion: Teren Bucu Arbitru: Porumbel Valentin Arbitri asistenți: Neagu Gabriel, Bitan Ionuț |  |

| 6 octombrie 2019 | Dunărea 2020 Giurgiu (3) | 0–10         | Dream Team București (3) | Giurgiu                                                                                               |  |
|                  |                          | Report (FRF) |                          | Stadion: Terenul Astra 2 Arbitru: Nanu Ionuț Cătălin Arbitri asistenți: Făinaru Victor, Vrabie Robert |  |

| 9 octombrie 2019 | Colțea 1920 Brașov (3) | 3–1          | FCM Târgoviște (3) | Tărlungeni                                                                                                  |  |
|                  |                        | Report (FRF) |                    | Stadion: Stadionul Unirea Arbitru: Mormeci Dumitru Robert Arbitri asistenți: Pânzaru Viorel, Tunsoiu Marian |  |

## Șaisprezecimi
Meciurile s-au jucat pe 30 octombrie, 8, 9, 10 și 20 noiembrie 2019.
| 30 octombrie 2019 | Ladies Târgu Mureș (3) | 0–12         | U Olimpia Cluj (1) | Miercurea Nirajului                                                                            |  |
|                   |                        | Report (FRF) |                    | Stadion: Stadionul Comunal Arbitru: Ștef Claudiu Arbitri asistenți: Albu Balint, Gaspar Vlăduț |  |

| 8 noiembrie 2019 | United Bihor (2) | 0–3          | Fortuna Becicherecu Mic (1) | Tileagd                                                                                             |  |
|                  |                  | Report (FRF) |                             | Stadion: Stadionul Foresta Arbitru: Ciuchiță Laurentiu Arbitri asistenți: Lakatos Rares, Urs George |  |

| 8 noiembrie 2019 | Atletic Drobeta-Turnu-Severin (2) | 0–4          | Luceafărul Filiași (1) | Drobeta-Turnu Severin                                                                                              |  |
|                  |                                   | Report (FRF) |                        | Stadion: Stadionul Termo Arbitru: Balanga Luis Arbitri asistenți: Ghilă Mihaiță Marian, Sucila Cristian-Constantin |  |

| 9 noiembrie 2019 | Banat Girls Reșița (2) | 13–1         | Politehnica Timișoara (3) | Reșița |  |
|                  |                        | Report (FRF) |                           | Stadion: Stadionul Gloria Arbitru: Svatsinka Roberto Arbitri asistenți: Humita Ioan Daniel, Bagherea Madalin Georgian |  |

| 10 noiembrie 2019 | Zimbrul Tulcea (3) | 0–11         | Selena ȘN Constanța (1) | Topolog |  |
|                   |                    | Report (FRF) |                         | Stadion: Stadionul Comunal Arbitru: Berghea Petre Cristian Arbitri asistenți: Colniceanu Dorinel, Camatar Onur Taner |  |

| 10 noiembrie 2019 | Onix Râmnicu Sărat (2) | 1–9          | Universitatea Galați (1) | Râmnicu Sărat                                                                                        |  |
|                   |                        | Report (FRF) |                          | Stadion: Stadionul Onix Arbitru: Naum Alexandru Arbitri asistenți: Alexandru Eugen Petre, Leu Stefan |  |

| 10 noiembrie 2019 | CSM Pașcani (3) | 0–2          | Navobi Iași (2) | Pașcani                                                                                       |  |
|                   |                 | Report (FRF) |                 | Stadion: Stadionul CFR Arbitru: Aelenei Ciprian Arbitri asistenți: Hriscu Daniel, Hriscu Vlad |  |

| 10 noiembrie 2019 | Csiksereda Miercurea Ciuc (3) | 0–2          | Vulpițele Galbene Roman (2) | Miercurea Ciuc                                                                                    |  |
|                   |                               | Report (FRF) |                             | Stadion: Stadionul Municipal Arbitru: Jakab Tamas Arbitri asistenți: Incze David, Feleki Boglarka |  |

| 10 noiembrie 2019 | Atletic Olimpia Gherla (3) | 0–15         | Independența Baia Mare (1) | Gherla |  |
|                   |                            | Report (FRF) |                            | Stadion: Stadionul Olimpia Arbitru: Hurducas Victor Arbitri asistenți: Muresan Alin Cristian, Pojar Paul Bogdan |  |

| 10 noiembrie 2019 | Olimpic Star Cluj (2) | 1–5          | Piroș Security Arad (1) | Sâncraiu                                                                                          |  |
|                   |                       | Report (FRF) |                         | Stadion: Stadionul Voința Arbitru: Bodocan Narcis Arbitri asistenți: Antal Csaba, Giorgiu Claudiu |  |

| 10 noiembrie 2019 | Dream Team București (3) | 0–6          | Universitatea Alexandria (1) | București |  |
|                   |                          | Report (FRF) |                              | Stadion: Stadionul Ion Țiriac Arbitru: Valusescu Maria Alexandra Arbitri asistenți: Ivanov Roxana, Sirghi Raluca |  |

| 10 noiembrie 2019 | Activ Slobozia (3) | 2–13         | Fair Play București (1) | Slobozia                                                                                     |  |
|                   |                    | Report (FRF) |                         | Stadion: Teren Bucu Arbitru: Porumbel Valentin Arbitri asistenți: Neagu Gabriel, Bitan Ionuț |  |

| 10 noiembrie 2019 | CSM Târgu Mureș (2) | 0–3          | Student Sport Alba Iulia (3) | Târgu Mureș                                                                                          |  |
|                   |                     | Report (FRF) |                              | Stadion: Trans-Sil, sintetic Arbitru: Ștef Claudiu Arbitri asistenți: Gaspar Vlăduț, Cozma Alexandru |  |

| 10 noiembrie 2019 | Carmen București (2) | 4–2          | CSȘ Târgoviște (1) | București |  |
|                   |                      | Report (FRF) |                    | Stadion: Stadionul Ion Țiriac Arbitru: Valusescu Maria Alexandra Arbitri asistenți: Ivanov Roxana, Sirghi Raluca |  |

| 20 noiembrie 2019 | Nicu Gane Fălticeni (2) | 0–2          | Heniu Prundu Bârgăului (1) | Fălticeni |  |
|                   |                         | Report (FRF) |                            | Stadion: Stadionul Tineretului Arbitru: Ostaficiuc Adrian Gheorghe Arbitri asistenți: Blănariu Alexandru, Pișta Andrei |  |

| 20 noiembrie 2019 | Colțea 1920 Brașov (3) | 0–10         | Vasas Femina Odorhei (1) | Tărlungeni                                                                                           |  |
|                   |                        | Report (FRF) |                          | Stadion: Stadionul Unirea Arbitru: Ciucanu Octavian Arbitri asistenți: Boncz Gabriel, Pânzaru Viorel |  |

## Optimi
Meciurile s-au jucat pe 29 februarie 2020.
| 29 februarie 2020 | Carmen București (2) | 2–2 (d.p.) (6–5 d.l.d.) | Fair Play București (1) | București |  |
|                   |                      | Report (FRF)            |                         | Stadion: Stadionul Ion Țiriac Arbitru: Trandafir Cristina Mariana Arbitri asistenți: Sirghi Raluca, Crăciun Mădălina |  |

| 29 februarie 2020 | Luceafărul Filiași (1) | 0–5          | Universitatea Alexandria (1) | Filiași |  |
|                   |                        | Report (FRF) |                              | Stadion: Stadionul Orășenesc Arbitru: Iacob Costinel Arbitri asistenți: Tudor Răzvan Claudiu, Barbu Pompiliu Costinel |  |

| 29 februarie 2020 | Navobi Iași (2) | 1–4          | Vulpițele Galbene Roman (2) | Iași |  |
|                   |                 | Report (FRF) |                             | Stadion: Stadionul Emil Alexandrescu Arbitru: Aelenei Ciprian Arbitri asistenți: Puscasu Ana, Iftime Alexandru |  |

| 29 februarie 2020 | U Olimpia Cluj (1) | 5–1          | Independența Baia Mare (1) | Iclod                                                                                            |  |
|                   |                    | Report (FRF) |                            | Stadion: Stadionul Arena Iclod Arbitru: Moca Rareș Arbitri asistenți: Tănăsuc Andra, Revnic Alin |  |

| 29 februarie 2020 | Student Sport Alba Iulia (1) | 1–9          | Piroș Security Arad (1) | Alba-Iulia                                                                                   |  |
|                   |                              | Report (FRF) |                         | Stadion: Stadionul Cetate Arbitru: Boldea Ioan Arbitri asistenți: Crisan Paula, Popa Andreea |  |

| 29 februarie 2020 | Vasas Femina Odorhei (1) | 1–2          | Heniu Prundu Bârgăului (1) | Odorheiu Secuiesc                                                                                          |  |
|                   |                          | Report (FRF) |                            | Stadion: Stadionul Municipal Arbitru: Apetrei Cosmin Arbitri asistenți: Cercel Cosmin, Andrei Ionuț Răzvan |  |

| 29 februarie 2020 | Selena ȘN Constanța (1) | 2–3          | Universitatea Galați (1) | Constanța                                                                                             |  |
|                   |                         | Report (FRF) |                          | Stadion: Stadionul SNC Arbitru: Lică Iurgen Ciprian Arbitri asistenți: Carson Marian, Tănase Cristian |  |

| 14 martie 2020 | Banat Girls Reșița (2) | anulat       | Fortuna Becicherecu Mic (1) | Reșița                    |  |
|                |                        | Report (FRF) |                             | Stadion: Stadionul Gloria |  |